# Fugue pour menottes à quatre mains
Fugue pour menottes à quatre mains (France) ou La Forte du pénitencier (Québec) (The Wandering Juvie) est le 16e de la saison 15 de la série télévisée d'animation Les Simpson.

## Synopsis
Bart Simpson organise un faux mariage pour avoir des cadeaux. Arrêté par la police (n'ayant pas pu payer un pot-de-vin en liquide), il est mis dans une prison pour jeunes délinquants. Il vit un enfer dans ce centre, jusqu'à ce que son père se fasse engager comme gardien. La situation s'améliore, sauf quand Homer n'est plus en service.
Lors d'une soirée de danse organisée par le directeur, Bart se retrouve obligé de danser avec Gina, une détenue qui l'avait ridiculisé. Alors que lui n'a plus que quelques jours de prison, elle souhaite s'évader. Et puisqu'ils sont menottés, Bart est obligé de l'accompagner...
Une amitié se développe entre eux durant leur escapade et lorsque la police les retrouve, Gina avoue que c'est elle qui a entrainé Bart dans l'évasion. Bart est libéré et les Simpson organisent un repas en famille pour Gina dans sa cellule.

## Invités (voix américaines)
- Sarah Michelle Gellar dans le rôle de Gina. C'était sa première apparition à la télévision depuis Buffy contre les vampires.
- Charles Napier